# Christophe Bonvin
Christophe Bonvin (Sion, 14 luglio 1965) è un ex calciatore svizzero, di ruolo attaccante.

## Carriera
Ha partecipato al campionato europeo di calcio 1996.

## Statistiche

### Cronologia presenze e reti in nazionale
| Cronologia completa delle presenze e delle reti in nazionale ― Svizzera | Cronologia completa delle presenze e delle reti in nazionale ― Svizzera | Cronologia completa delle presenze e delle reti in nazionale ― Svizzera | Cronologia completa delle presenze e delle reti in nazionale ― Svizzera | Cronologia completa delle presenze e delle reti in nazionale ― Svizzera | Cronologia completa delle presenze e delle reti in nazionale ― Svizzera | Cronologia completa delle presenze e delle reti in nazionale ― Svizzera | Cronologia completa delle presenze e delle reti in nazionale ― Svizzera |
| Data                                                                    | Città                                                                   | In casa                                                                 | Risultato                                                               | Ospiti                                                                  | Competizione                                                            | Reti                                                                    | Note                                                                    |
| ----------------------------------------------------------------------- | ----------------------------------------------------------------------- | ----------------------------------------------------------------------- | ----------------------------------------------------------------------- | ----------------------------------------------------------------------- | ----------------------------------------------------------------------- | ----------------------------------------------------------------------- | ----------------------------------------------------------------------- |
| 19-5-1987                                                               | Aarau                                                                   | Svizzera                                                                | 1 – 0                                                                   | Israele                                                                 | Amichevole                                                              | 1                                                                       | 78’                                                                     |
| 17-6-1987                                                               | Losanna                                                                 | Svizzera                                                                | 1 – 1                                                                   | Svezia                                                                  | Qual. Euro 1988                                                         | -                                                                       | 79’                                                                     |
| 18-8-1987                                                               | San Gallo                                                               | Svizzera                                                                | 2 – 2                                                                   | Austria                                                                 | Amichevole                                                              | 1                                                                       | 71’                                                                     |
| 17-10-1987                                                              | Berna                                                                   | Svizzera                                                                | 0 – 0                                                                   | Italia                                                                  | Qual. Euro 1988                                                         | -                                                                       | 57’                                                                     |
| 11-11-1987                                                              | Coimbra                                                                 | Portogallo                                                              | 0 – 0                                                                   | Svizzera                                                                | Qual. Euro 1988                                                         | -                                                                       |                                                                         |
| 15-11-1987                                                              | Ta' Qali                                                                | Malta                                                                   | 1 – 1                                                                   | Svizzera                                                                | Qual. Euro 1988                                                         | -                                                                       | 75’                                                                     |
| 16-12-1987                                                              | Ramat Gan                                                               | Israele                                                                 | 0 – 2                                                                   | Svizzera                                                                | Amichevole                                                              | 1                                                                       |                                                                         |
| 2-2-1988                                                                | Tolosa                                                                  | Francia                                                                 | 2 – 1                                                                   | Svizzera                                                                | Amichevole                                                              | -                                                                       |                                                                         |
| 5-2-1988                                                                | Monaco                                                                  | Austria                                                                 | 1 – 2                                                                   | Svizzera                                                                | Amichevole                                                              | -                                                                       |                                                                         |
| 27-4-1988                                                               | Kaiserslautern                                                          | Germania Ovest                                                          | 1 – 0                                                                   | Svizzera                                                                | Amichevole                                                              | -                                                                       |                                                                         |
| 28-5-1988                                                               | Losanna                                                                 | Svizzera                                                                | 0 – 1                                                                   | Inghilterra                                                             | Amichevole                                                              | -                                                                       | 85’                                                                     |
| 24-8-1988                                                               | Lucerna                                                                 | Svizzera                                                                | 0 – 2                                                                   | Jugoslavia                                                              | Amichevole                                                              | -                                                                       | 46’                                                                     |
| 21-9-1988                                                               | Lussemburgo                                                             | Lussemburgo                                                             | 1 – 4                                                                   | Svizzera                                                                | Qual. Mondiali 1990                                                     | -                                                                       | 79’                                                                     |
| 19-10-1988                                                              | Bruxelles                                                               | Belgio                                                                  | 1 – 0                                                                   | Svizzera                                                                | Qual. Mondiali 1990                                                     | -                                                                       | 77’                                                                     |
| 25-10-1989                                                              | Praga                                                                   | Cecoslovacchia                                                          | 3 – 0                                                                   | Svizzera                                                                | Qual. Mondiali 1990                                                     | -                                                                       |                                                                         |
| 15-11-1989                                                              | San Gallo                                                               | Svizzera                                                                | 2 – 1                                                                   | Lussemburgo                                                             | Qual. Mondiali 1990                                                     | 1                                                                       | 46’                                                                     |
| 19-12-1990                                                              | Stoccarda                                                               | Germania                                                                | 4 – 0                                                                   | Svizzera                                                                | Amichevole                                                              | -                                                                       | 79’                                                                     |
| 1-2-1991                                                                | Miami                                                                   | Stati Uniti                                                             | 0 – 1                                                                   | Svizzera                                                                | Amichevole                                                              | -                                                                       | 46’                                                                     |
| 3-2-1991                                                                | Miami                                                                   | Colombia                                                                | 2 – 3                                                                   | Svizzera                                                                | Amichevole                                                              | -                                                                       | 46’                                                                     |
| 3-4-1991                                                                | Neuchâtel                                                               | Svizzera                                                                | 0 – 0                                                                   | Romania                                                                 | Qual. Euro 1992                                                         | -                                                                       | 33’                                                                     |
| 1-5-1991                                                                | Sofia                                                                   | Bulgaria                                                                | 2 – 3                                                                   | Svizzera                                                                | Qual. Euro 1992                                                         | -                                                                       |                                                                         |
| 21-8-1991                                                               | Praga                                                                   | Cecoslovacchia                                                          | 1 – 1                                                                   | Svizzera                                                                | Amichevole                                                              | -                                                                       | 67’                                                                     |
| 9-10-1991                                                               | Lucerna                                                                 | Svizzera                                                                | 3 – 1                                                                   | Svezia                                                                  | Amichevole                                                              | -                                                                       | 68’                                                                     |
| 13-11-1991                                                              | Bucarest                                                                | Romania                                                                 | 1 – 0                                                                   | Svizzera                                                                | Qual. Euro 1992                                                         | -                                                                       | 66’                                                                     |
| 26-1-1992                                                               | Dubai                                                                   | Emirati Arabi Uniti                                                     | 0 – 2                                                                   | Svizzera                                                                | Amichevole                                                              | 1                                                                       | 78’                                                                     |
| 28-4-1992                                                               | Berna                                                                   | Svizzera                                                                | 0 – 2                                                                   | Bulgaria                                                                | Amichevole                                                              | -                                                                       |                                                                         |
| 27-5-1992                                                               | Losanna                                                                 | Svizzera                                                                | 2 – 1                                                                   | Francia                                                                 | Amichevole                                                              | 2                                                                       |                                                                         |
| 16-8-1992                                                               | Tallinn                                                                 | Estonia                                                                 | 0 – 6                                                                   | Svizzera                                                                | Qual. Mondiali 1994                                                     | -                                                                       | 78’                                                                     |
| 18-11-1992                                                              | Berna                                                                   | Svizzera                                                                | 3 – 0                                                                   | Malta                                                                   | Qual. Mondiali 1994                                                     | -                                                                       | 82’                                                                     |
| 23-1-1993                                                               | Hong Kong                                                               | Svizzera                                                                | 1 – 1 dts (4 – 3 dtr)                                                   | Giappone                                                                | Lunar New Year Cup 1993 - Semifinale                                    | -                                                                       |                                                                         |
| 17-3-1993                                                               | Tunisi                                                                  | Tunisia                                                                 | 0 – 1                                                                   | Svizzera                                                                | Amichevole                                                              | -                                                                       | 49’                                                                     |
| 31-3-1993                                                               | Zurigo                                                                  | Svizzera                                                                | 1 – 1                                                                   | Portogallo                                                              | Qual. Mondiali 1994                                                     | -                                                                       | 46’                                                                     |
| 17-4-1993                                                               | Ta' Qali                                                                | Malta                                                                   | 0 – 2                                                                   | Svizzera                                                                | Qual. Mondiali 1994                                                     | -                                                                       | 77’                                                                     |
| 22-1-1994                                                               | Fullerton                                                               | Stati Uniti                                                             | 1 – 1                                                                   | Svizzera                                                                | Amichevole                                                              | -                                                                       | 72’                                                                     |
| 26-1-1994                                                               | Oakland                                                                 | Messico                                                                 | 1 – 5                                                                   | Svizzera                                                                | Amichevole                                                              | 1                                                                       | 75’                                                                     |
| 14-12-1994                                                              | Istanbul                                                                | Turchia                                                                 | 1 – 2                                                                   | Svizzera                                                                | Qual. Euro 1996                                                         | -                                                                       | 65’                                                                     |
| 8-3-1995                                                                | Amarousio                                                               | Grecia                                                                  | 1 – 1                                                                   | Svizzera                                                                | Amichevole                                                              | -                                                                       |                                                                         |
| 26-4-1995                                                               | Istanbul                                                                | Svizzera                                                                | 1 – 2                                                                   | Turchia                                                                 | Qual. Euro 1996                                                         | -                                                                       | 69’                                                                     |
| 16-8-1995                                                               | Reykjavík                                                               | Islanda                                                                 | 0 – 2                                                                   | Svizzera                                                                | Qual. Euro 1996                                                         | -                                                                       | 82’                                                                     |
| 11-10-1995                                                              | Zurigo                                                                  | Svizzera                                                                | 3 – 0                                                                   | Ungheria                                                                | Qual. Euro 1996                                                         | -                                                                       | 89’                                                                     |
| 8-6-1996                                                                | Londra                                                                  | Inghilterra                                                             | 1 – 1                                                                   | Svizzera                                                                | Euro 1996 - 1º turno                                                    | -                                                                       | 66’                                                                     |
| 18-6-1996                                                               | Birmingham                                                              | Svizzera                                                                | 0 – 1                                                                   | Scozia                                                                  | Euro 1996 - 1º turno                                                    | -                                                                       |                                                                         |
| 31-8-1996                                                               | Baku                                                                    | Azerbaigian                                                             | 1 – 0                                                                   | Svizzera                                                                | Qual. Mondiali 1998                                                     | -                                                                       | 81’                                                                     |
| 6-10-1996                                                               | Helsinki                                                                | Finlandia                                                               | 2 – 3                                                                   | Svizzera                                                                | Qual. Mondiali 1998                                                     | -                                                                       | 88’                                                                     |
| 10-11-1996                                                              | Berna                                                                   | Svizzera                                                                | 0 – 1                                                                   | Norvegia                                                                | Qual. Mondiali 1998                                                     | -                                                                       | 84’                                                                     |
| Totale                                                                  |                                                                         | Presenze                                                                | 45                                                                      |                                                                         | Reti                                                                    | 8                                                                       |                                                                         |